# 핼리 베일리
핼리 린 베일리(영어: Halle Lynn Bailey, 2000년 3월 27일 ~ )는 미국의 가수, 배우이다. 언니 클로이 베일리와 함께 클로이 x 할리로 활동하고 있다. 2023년 영화 《인어 공주》의 주인공 에리얼 역을 통해 전 세계적으로 이름을 알렸다.

## 출연 작품

### 영화
- 라스트 홀리데이
- 인어 공주 (2023) - 에리얼 역
- 아틀란티스 (2025)